# Kanalski Vrh
Kanalski Vrh este o localitate din comuna Kanal ob Soči, Slovenia, cu o populație de 60 de locuitori.